# Sebastián de Eslava
Sebastián de Eslava y Lazaga (Enériz, 19 gennaio 1685 – Madrid, 21 giugno 1759) è stato un generale e amministratore coloniale spagnolo di origine basca.
Dal 24 aprile 1740 al 6 novembre 1749 fu viceré dell'appena ristabilito Vicereame della Nuova Granada. Stava governando la colonia al tempo della sconfitta dell'ammiraglio britannico Edward Vernon a Cartagena de Indias. Dopo la morte fu nominato marqués de la Real Defensa de Cartagena de Indias.

## La restaurazione del vicereame della Nuova Granada
Nel 1740 fu ristabilito il vicereame del Nuevo Reino de Granada. Questa parte di Sudamerica, compreso quelli che oggi sono Venezuela, Colombia, Panama ed Ecuador, era prima parte del vicereame del Perù. Nel 1718 fu staccato dal Perù per renderlo indipendente. Questa separazione durò solo fino al 1724, quando venne riaccorpato.
Lima aveva qualche problema a governare un territorio tanto ampio. Nel 1740 la Nuova Granada tornò ad essere un vicereame, per gli stessi motivi della prima separazione: grandi distanze, popolazione crescente, raccolta di imposte, difesa e controllo amministrativo. Nell'agosto 1739 Sebastián de Eslava fu nominato suo primo viceré, con le indicazioni ufficiali della corona spagnola di difendere la colonia dagli attacchi inglesi.

## Inizio dell'incarico di viceré
Eslava aveva studiato presso l'Accademia Militare Reale di Barcellona. Era tenente generale dell'esercito reale spagnolo e commendatore dell'Ordine militare di Calatrava. Nell'aprile 1740 giunse a Cartagena de Indias. Vi rimase per tutta la durata del suo mandato da viceré, senza mai viaggiare nell'entroterra.
Fece riparare il castello di Bocachica e varie fortezze che proteggevano il porto. Nel castello di San Lázaro fondò una fabbrica di armamenti. Si diede da fare per fornire armi, munizioni ed addestramento militare alle forze spagnole. Costruì opere difensive a Santa Marta, Puerto Cabello e La Guaira. Rafforzò il forte di Araya ed il castello di San Antonio de la Eminencia a Cumaná. Approvò la costruzione del forte sull'isola di Caño de Limones ed equipaggiò il presidio di Guayana.

## Guerra dell'orecchio di Jenkins
Questi passi si resero necessari perché la Gran Bretagna, lottando per il controllo commerciale dell'America, dichiarò guerra alla Spagna nel 1739 (era la guerra dell'oreccho di Jenkins). La difesa della costa era essenziale.
Il 21 novembre 1739 l'ammiraglio britannico Edward Vernon conquistò Portobelo, sulla costa atlantica dell'istmo di Panama, che era parte della nuova colonia. Successe subito prima dell'arrivo de Eslava a Cartagena de Indias come viceré. Dopo questo successo Vernon spostò la sua attenzione su Cartagena. Il 13 marzo 1741 assediò il porto con 51 navi da guerra, 135 da trasporto, 2000 cannoni ed oltre 28000 uomini, probabilmente la più imponente flotta mai creata fino a quel momento. La città fu difesa dall'ammiraglio spagnolo Blas de Lezo, che aveva a sua disposizione 3000 soldati spagnoli e 600 arcieri indiani, oltre a sei fregate. Poteva anche fare affidamento sulle sue capacità e sulle fortificazioni cittadine.
La notte del 19 aprile i britannici diederol'assalto alle mura di forte San Felipe, scoprendo però che le loro scale erano più basse delle mura che volevano scalare. Gli inglesi non furono in grado di avanzare, e si trovarono con la ritirata bloccata. Gli spagnoli aprirono il fuoco su di loro, per poi contrattaccare fuori dalle mura con le baionette. Vi fu un grande massacro, e tutti i soldati britannici sopravvissuti furono costretti a restare a bordo delle loro navi, con le provvigioni che iniziavano a scarseggiare.
Alla fine Vernon decise di togliere l'assedio e di tornare in Giamaica. Si disse che 6000 inglesi erano morti, contro i soli 1000 spagnoli. Blas de Lezo, che aveva già perso una gamba, un occhio e un braccio in altre battaglie, morì in questa.

## Dopo l'assedio di Cartagena
Durante il suo mandato il viceré Eslava fondò ospedali e città, costruì strade, promosse la pacificazione con gli indiani Motilones, e forn'armi, denaro e provvigioni per la difesa di alcune città (come Pamplona e San Faustino), e mantenne navigabile il fiume Zulia. Costruì 20 chiese, ne riparò ed ampliò altre, protesse le missioni già fondate ed organizzò quelle di Darién, a Panamá. Migliorò le finanze della colonia e l'amministrazione della giustizia.
Lasciò la Nuova Granada per la Spagna il 23 febbraio 1750. Al suo ritorno in Spagna, il re Ferdinando VI lo nominò capitano generale dell'Andalusia e, il 2 luglio 1754, ministro della guerra. Nel 1760 gli fu concesso postumo il titolo di marqués de la Real Defensa de Cartagena de Indias.